# Tegucigalpa
Tegucigalpa (còn gọi tắt là Tegus) là thủ đô cùng là thành phố lớn nhất nước Honduras với dân số vùng đô thị hơn một triệu. Tegucigalpa cũng là thủ phủ tỉnh Francisco Mozarán.

## Lịch sử
Nguyên tên thành phố là "Real Villa de San Miguel de Tegucigalpa de Heredia" do di dân Tây Ban Nha thành lập năm 1578 trên một ngôi làng của thổ dân châu Mỹ. Nguồn sinh lực kinh tế của Tegucigalpa trong thời kỳ thuộc địa là các mỏ vàng và mỏ bạc gần đó.
Năm 1821 sau khi chính thể thuộc địa Tây Ban Nha chấm dứt, Tegucigalpa trở thành thủ đô của Honduras. Tuy nhiên địa vị này cũng đã thay đổi mấy đợt khi chính phủ Honduras dời đô về Comayagua, rồi lại trở lại Tegucigalpa. Mãi đến năm 1880 chính phủ mới định đô ở Tegucigalpa.
Trong suốt một thế kỷ, Tegucigalpa là một thành phố nhỏ, kém mở mang nhưng đến thập niên 1970 thì lớp di dân từ thôn quê kéo lên thủ đô lập nghiệp ngày càng đông, tạo cho thành phố một bộ mặt mới. Tegucigalpa trở thành một đô thị tỏa rộng nhưng kế hoạch xây cất phần nhiều vẫn thiếu trật tự.

## Địa lý & Khí hậu
Thành phố nằm ở cao độ 990 m, chỗ hợp lưu của hai sông Choluteca và Guacerique. bao quanh thành phố là núi cao với ngọn El Picacho (1240 m) trấn hướng đông bắc là cao nhất. Lui về hướng tây là thị trấn Comayagüela, nay đã sáp nhập vào Tegucigalpa. Các khu gia cư nghèo nàn chật hẹp xây cất bằng vật liệu phế tạp được cất dọc triền núi trong khi những khu El Hatillo, Lomas del Guiiarro, Palmira và Loma Linda giàu sang ở trung tâm thành phố lâu đời hơn được thiết kế có quy củ rộng rãi hơn. Vì địa thế lòng chảo gần như khép kín Tegucigalpa hay bị ô nhiễm không khí, nhất là vào mùa khô. Một vầng mây khói bao trùm thung lũng cho đến khi có mưa mới tan.
Với cao độ đáng kể, Tegucigalpa có khí hậu mát mẻ dễ chịu không quá ẩm thấp mặc dù thành phố nằm trong vùng nhiệt đới. Nhiệt độ trung bình là từ 19-23 °C. Tháng Chạp và Tháng Giêng mát nhất, trong khi Tháng Ba và Tháng Tư (trùng vào mùa Phục sinh) là hai tháng nóng và khô nhất. Mùa mưa từ Tháng Sáu đến Tháng Mười Một có thể có bão thổi vào từ biển Caribe
| Dữ liệu khí hậu của Tegucigalpa (1961–1990) | Dữ liệu khí hậu của Tegucigalpa (1961–1990) | Dữ liệu khí hậu của Tegucigalpa (1961–1990) | Dữ liệu khí hậu của Tegucigalpa (1961–1990) | Dữ liệu khí hậu của Tegucigalpa (1961–1990) | Dữ liệu khí hậu của Tegucigalpa (1961–1990) | Dữ liệu khí hậu của Tegucigalpa (1961–1990) | Dữ liệu khí hậu của Tegucigalpa (1961–1990) | Dữ liệu khí hậu của Tegucigalpa (1961–1990) | Dữ liệu khí hậu của Tegucigalpa (1961–1990) | Dữ liệu khí hậu của Tegucigalpa (1961–1990) | Dữ liệu khí hậu của Tegucigalpa (1961–1990) | Dữ liệu khí hậu của Tegucigalpa (1961–1990) | Dữ liệu khí hậu của Tegucigalpa (1961–1990) |
| Tháng                                       | 1                                           | 2                                           | 3                                           | 4                                           | 5                                           | 6                                           | 7                                           | 8                                           | 9                                           | 10                                          | 11                                          | 12                                          | Năm                                         |
| ------------------------------------------- | ------------------------------------------- | ------------------------------------------- | ------------------------------------------- | ------------------------------------------- | ------------------------------------------- | ------------------------------------------- | ------------------------------------------- | ------------------------------------------- | ------------------------------------------- | ------------------------------------------- | ------------------------------------------- | ------------------------------------------- | ------------------------------------------- |
| Trung bình ngày tối đa °C (°F)              | 25.7 (78.3)                                 | 27.4 (81.3)                                 | 29.5 (85.1)                                 | 30.2 (86.4)                                 | 30.2 (86.4)                                 | 28.6 (83.5)                                 | 27.8 (82.0)                                 | 28.5 (83.3)                                 | 28.5 (83.3)                                 | 27.3 (81.1)                                 | 26.0 (78.8)                                 | 25.4 (77.7)                                 | 27.9 (82.2)                                 |
| Trung bình ngày °C (°F)                     | 19.5 (67.1)                                 | 20.4 (68.7)                                 | 22.1 (71.8)                                 | 23.4 (74.1)                                 | 23.6 (74.5)                                 | 22.6 (72.7)                                 | 22.1 (71.8)                                 | 22.4 (72.3)                                 | 22.2 (72.0)                                 | 21.5 (70.7)                                 | 20.4 (68.7)                                 | 19.7 (67.5)                                 | 21.7 (71.1)                                 |
| Tối thiểu trung bình ngày °C (°F)           | 14.3 (57.7)                                 | 14.5 (58.1)                                 | 15.5 (59.9)                                 | 17.1 (62.8)                                 | 18.2 (64.8)                                 | 18.2 (64.8)                                 | 18.0 (64.4)                                 | 18.0 (64.4)                                 | 17.9 (64.2)                                 | 17.6 (63.7)                                 | 16.3 (61.3)                                 | 15.0 (59.0)                                 | 16.7 (62.1)                                 |
| Lượng mưa trung bình mm (inches)            | 5.3 (0.21)                                  | 4.7 (0.19)                                  | 9.9 (0.39)                                  | 42.9 (1.69)                                 | 143.5 (5.65)                                | 158.7 (6.25)                                | 82.3 (3.24)                                 | 88.5 (3.48)                                 | 177.2 (6.98)                                | 108.9 (4.29)                                | 39.9 (1.57)                                 | 9.9 (0.39)                                  | 871.7 (34.32)                               |
| Số ngày mưa trung bình (≥ 1.0 mm)           | 1                                           | 1                                           | 1                                           | 2                                           | 9                                           | 12                                          | 9                                           | 9                                           | 13                                          | 10                                          | 4                                           | 2                                           | 73                                          |
| Số giờ nắng trung bình tháng                | 220.8                                       | 229.4                                       | 268.5                                       | 242.8                                       | 216.3                                       | 171.7                                       | 192.5                                       | 204.8                                       | 183.4                                       | 200.4                                       | 199.2                                       | 212.2                                       | 2.542                                       |
| Nguồn: NOAA                                 |                                             |                                             |                                             |                                             |                                             |                                             |                                             |                                             |                                             |                                             |                                             |                                             |                                             |

## Kinh tế
Tegucigalpa có một số kỹ nghệ nhẹ, chủ yếu để thỏa mãn nhu cầu tiêu thụ địa phương như các ngành sản xuất vải vóc, quần áo, đường, thuốc lá, gỗ, ván ép, giấy, đồ gốm, xi măng, thủy tinh, kim thuộc, đồ nhựa, vỏ lốp xe, hàng điện tử, và máy móc nông nghiệp.
Kỹ nghệ nặng thì có các mỏ bạc, chì và kẽm ở ngoại vi.
Kể từ thập niên 1990, một số những xưởng miễn thuế (maquiladora) được thiết lập ở Amarateca, phía bắc thành phố.

## Văn hóa
Công trình kiến trúc chính trong thành phố gồm Dinh Tổng thống (nay là Bảo tàng Viện Quốc gia), Nhà Quốc hội, Trụ sở BCIE (Banco Centroameriano de Integración Económica, "Ngân hàng Hội nhập Kinh tế Trung Mỹ"), khuôn viên Đại học Quốc gia Honduras, và Thánh đường Đức Bà Đồng trinh Supaya (thế kỷ 18). Trên núi El Picacho có sở thú.
Trong số các bảo tàng viện ở đây phải kể đến Bảo tàng Villaroy, Bảo tàng Nhân chủng (Museo del Hombre), Bảo tàng Lịch sử Quân lực (Museo Histórico Miltitar), Bảo tàng Lịch sử Thiên nhiên (Museo Historia Natural), và Phòng tranh Nghệ thuật Quốc gia (Galeria de Arte Nacional).